# Münsterland

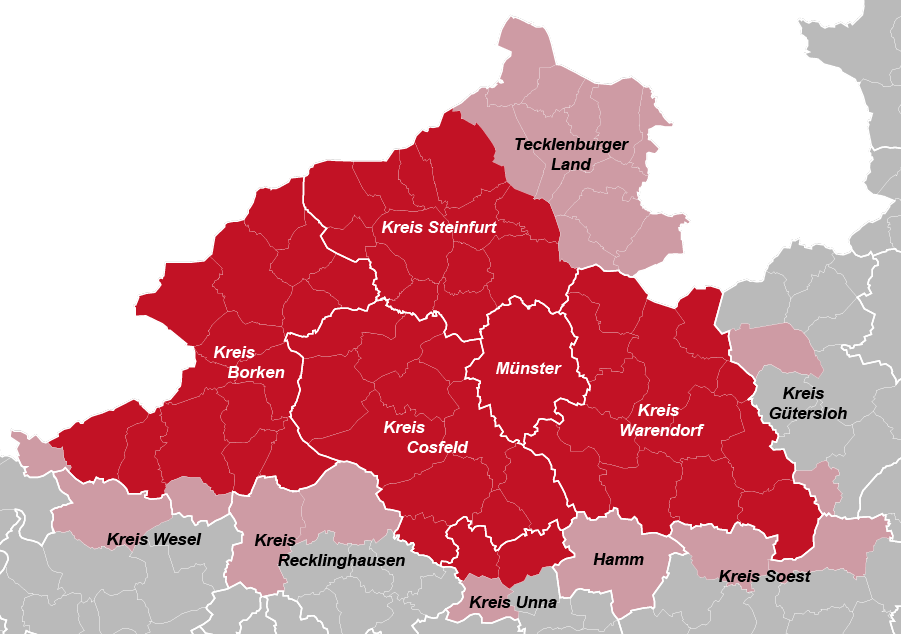
Cartina del Land Renania Settentrionale-Vestfalia con il Münsterland

Il Münsterland è una regione della Renania Settentrionale-Vestfalia (Nordrhein-Westfalen), nella Germania nord-occidentale, che prende il nome dalla città di Münster, attorno alla quale si estende per circa 5940 km².

## Geografia

### Geografia fisica
I confini della regione non sono ben definiti: approssimativamente sono rappresentati dalla Foresta di Teutoburgo (Teutoburger Wald) a nord-est, il fiume Lippe a sud e i Paesi Bassi ad ovest.

## Popolazione
La zona consta di circa 1 600 000 abitanti (dati del 2005).

## Da vedere

### I castelli del Münsterland
La zona è disseminata di numerosi castelli (ve ne sono circa un centinaio), molti dei quali costruiti sull'acqua.
Tra i più famosi, vi sono:
- Castello di Anholt, ad Isselburg (nel sobborgo di Anholt)
- Castello di Darfeld, a Darfeld (frazione di Rosendahl)
- Castello di Gemen, a Gemen (frazione di Borken).[1][2]
- Castello di Heessen, a Hamm (distretto di Heessen)
- Burg Hülshoff, a Havixbeck
- Castello di Lembeck, nei pressi di Dorsten (località Lembeck)
- Castello di Nordkirchen
- Castello di Raesfeld
- Castello di Rhede, a Rhede[3][4]
- Castello di Steinbeck
- Burg Vischering, a Lüdinghausen
- Schloss Vornholz, ad Ostenfelde

## Personaggi celebri
Tra i personaggi celebri legati al Münsterland, citiamo:
- Götz Alsmann, musicista
- Annette von Droste-Hülshoff, scrittrice
- Franka Potente, attrice
- Paul Spiegel, giornalista ed imprenditore